# Piros pettyesasztrild
A piros pettyesasztrild (Hypargos niveoguttatus) a madarak osztályának a verébalakúak (Passeriformes) rendjébe, ezen belül a díszpintyfélék (Estrildidae) családjába tartozó faj.

## Rendszerezése
A fajt Wilhelm Peters német természettudós írta le 1868-ban, a Spermophaga nembe Spermophaga niveoguttata néven.

## Alfajai
- Hypargos niveoguttatus macrospilotus Mearns, 1913
- Hypargos niveoguttatus niveoguttatus (W. Peters, 1868)[2]

## Előfordulása
Afrika déli részén, Angola, Burundi, a Dél-afrikai Köztársaság, a Kongói Demokratikus Köztársaság, Kenya, Malawi, Mozambik, Namíbia, Ruanda, Szomália, Tanzánia, Zambia és Zimbabwe területén honos.
Természetes élőhelyei a szubtrópusi és trópusi legelők, szavannák és cserjések, valamint vidéki kertek. Állandó, nem vonuló faj.

## Megjelenése
Testhossza 12–13 centiméter, testtömege 12,5-17 gramm. A hímnél a fejtető és a nyak szürkésbarna, a hát a szárnyak barna színűek. A farcsík és a felső farokfedők vörösek. A farktollak feketék, vörös árnyalattal. A fej és a nyak oldalai, a torok és a mell felső része kárminvörös, a mell alsó része és a has fekete, nagy fehér foltokkal – különösen a hasoldalon. A szem sötétbarna, a szemgyűrű kékes színű. A csőr kékesfekete. A tojónál a fejoldalak barna színűek, a fejtető, az áll és a torok sárgásbarna.
|  |

## Életmódja
Fűmagvakkal és kisebb rovarokkal táplálkozik.

## Szaporodása
Fészekalja 3-6 tojásból áll, melyen 12-13 napig kotlik. A fiókák a fészekben még 18-19 napig maradnak.

## Természetvédelmi helyzete
Az elterjedési területe rendkívül nagy, egyedszáma pedig stabil. A Természetvédelmi Világszövetség Vörös listáján nem fenyegetett fajként szerepel.